# Halton Shields
Halton Shields – osada w Anglii, w hrabstwie Northumberland, w civil parish Whittington. Leży 6 km od miasta Corbridge. W 1881 roku civil parish liczyła 56 mieszkańców.